# 結城飛鳥
結城 飛鳥（ゆうき あすか、1988年10月4日 - ）は、日本の女性声優。ダックスプロダクション所属。

## 経歴
幼少の頃から父親に連れられて毎週のように競艇場に通い、また競艇選手日高逸子のドキュメント番組をテレビで観て影響を受け、競艇選手になることを目指した。基礎体力作りもしていたが、中学生の頃にバスケットボールの試合で骨折、喘息の発症、競艇選手になるために必要な裸眼での視力が低下したことも重なり、結城は挫折する。
しばらくは何をしたらいいかわからなくなるほど絶望したが、声優志望の友人がいたことから声優業に興味を持つ。またジブリ映画『魔女の宅急便』も声優を目指すきっかけとなった作品として挙げている。代々木アニメーション学院を卒業後、インターナショナル・メディア学院に入所、その後IAMエージェンシーに所属。
2025年1月31日をもってIAMエージェンシーを退所し、4月1日にダックスプロダクション所属となったことが発表された。

## 人物
方言は博多弁。
特技はバスケットボール。趣味は競艇観戦、麻雀、囲碁。
資格は日本漢字能力検定準二級、日本常識力検定三級。

## 出演
太字はメインキャラクター。

### テレビアニメ
時期不明
- ドラえもん（テレビ朝日版第2期）

2012年
- もののくま（2012年5月11日 - 2016年9月24日、ふたごちゃん / ナレーション / ものなでしこ）

2013年
- スパロウズホテル（古城ゆう）

2014年
- 未確認で進行形（女子生徒、幼女）

2015年
- ISUCA（女子生徒、調査員、女）
- 城下町のダンデライオン（女性アナ、女子アナ）
- 乱歩奇譚 Game of Laplace（女子生徒）

2016年
- くまみこ（女子A）
- orange（女子生徒、男子生徒、波田）
- ツキウタ。 THE ANIMATION（アニメイト店員）
- 魔装学園H×H（ブリジット・アークライト）
- 三者三葉 (女子A)

2019年
- 放課後さいころ倶楽部

2024年
- BLEACH 千年血戦篇-相剋譚-（学生）

### OVA
- ISUCA（2015年、女の子）※第7巻限定版のみ同梱Blu-ray

### 吹き替え

#### 洋画
- アザーマン -もう一人の男-（アビー〈ロモーラ・ガライ〉）
- コーンワルの毒殺事件（マークス）
- ザ・スネーク（ケイティ）
- Super（少年）
- Dark Fields（アン）
- ドリアン・グレイ（シビル・ヴェイン〈レイチェル・ハード＝ウッド〉）
- NINJA～ニンジャin L.A.～（カルメン）
- ビーストリー（リンディ・テイラー〈ヴァネッサ・ハジェンズ〉）
- ヒッコリーロードの殺人（シーリア）
- マイケル･ジャクソン ヒストリー:キング･オブ･ポップ　1958-2009（ファン/子供　他）
- レインボー（2015年、パーリー[13][14]）※『第2回こども国際映画祭 in 沖縄（KIFFO）』で日本語吹替版を上映
- 名探偵ポワロシリーズ ※デアゴスティーニ版

#### 海外ドラマ
- 彼と私と両家の事情（中国ドラマ）（パン・フォンホアン）（TOKYO MX）

#### 海外アニメ
- ファイアボール（パン）
- ポリスカーズ（2014年、オーダ[15]）

### ゲーム
- ブレイブソングオンライン（2011年、アスラ文官 / 村人 / 少女）
- 久遠の絆 再臨詔 フルボイス版（2011年、高杉響子[16]）
- シューティングガール（2015年、HK416[17]）
- プリンセスメーカー（2015年、スコーピオ[18]）
- エターナルスカーレット（2019年、エイル[19]）
- ラストピリオド -終わりなき螺旋の物語-（2019年）[20]
- モンスターストライク（2019年 - 2021年、ショクイン[21]）
- カルテットファンタジア（2021年、カレン[22]）

### ドラマCD
- のぶながっ!（万見仙千代）
  - のぶながっ! 聴かぬなら殺してしまえホトトギス ドラマCDの変っ!（2010年11月26日[23]）※ワニブックス『月刊コミックガム』2011年1月号付属
  - のぶながっ!  ドラマCD（2011年4月1日日[24]）
- 妄想ボイス CDシリーズ
  - 【ごっこ編】「キャバクラごっこCD」（2011年）
  - 【ごっこ編】「お医者さんごっこCD」（2011年）
  - 本当は怖い女CD ～恐怖度200％！ホラーよりも怖い、あなたの隣の女たち～（2011年）
- 千の魔剣と盾の乙女（2013年、ニーウ）※第10卷特装版のみ付属
- 神様はじめました ドラマCD 鬼神と野狐の戯れ（2013年、タヌ紫〈タヌキ娘〉[25]）

### 舞台
- 4つの駒（アポロ5/アイアムエージェンシー）

### ラジオ
- 堀川りょうの声優への道（ラジオ大阪：アシスタント）

### 映像
- 妄想DVDシリーズ　「ハアハアDVD」・「添い寝DVD」
- 秘密諜報員エリカ （日本テレビ）